# Liste von Haustierrassen
Zu den Listen von Haustierrassen zählen folgende Listen, in denen Rassen von Haustieren, also domestizierten Tierarten, aufgeführt werden:

## Haustierrassen
| Haustier | Listen | Abbildung |
| --- | --- | --------- |
| Hausente (Anas platyrhynchos) und Warzenente (Cairina moschata) | Liste von Entenrassen                                                                                       |           |
| Hausesel | Liste von Eselrassen                                                                                        |           |
| Hausgans (Anser anser) und Höckergans (Anser cygnoides) | Liste von Gänserassen                                                                                       |           |
| Haushund | Liste der Haushunde, Liste der FCI-Hunderassen, Liste der Jagdhundrassen (JGHV), Liste seltener Hunderassen |           |
| Haushuhn | Liste von Hühnerrassen, Liste von Zwerghuhnrassen                                                           |           |
| Hauskaninchen | Kaninchenrassen                                                                                             |           |
| Hauskatze | Liste von Katzenrassen                                                                                      |           |
| Hausmeerschweinchen | Meerschweinchenrassen                                                                                       |           |
| Hauspferd | Liste von Pferderassen                                                                                      |           |
| domestizierte Rinder (taurine Rinder (Bos taurus), Zebu-Rinder (Bos indicus), Wasserbüffel, Yak, Balirind, Gayal) und Rinder, die haustierähnlich genutzt werden (z. B. Bison) | Liste domestizierter Rinder                                                                                 |           |
| (Haus-)Yak | Yak-Rassen                                                                                                  |           |
| Hausschaf | Liste von Schafrassen                                                                                       |           |
| Hausschwein | Liste von Schweinerassen                                                                                    |           |
| Haustaube | Liste der Haustauben                                                                                        |           |
| Pute | Liste der Puten                                                                                             |           |
| Hausziege | Liste von Ziegenrassen                                                                                      |           |
| Honigbiene | Rassen der Westlichen Honigbiene                                                                            |           |

Gefährdete Rassen
- Liste gefährdeter Nutztierrassen
- Beobachtungsliste des Rare Breeds Survival Trust